# USS ABSD-6
L' USS ABSD-6, plus tard rebaptisé AFDB-6, était un grand dock flottant auxiliaire, à neuf sections, non automoteur, de l'US Navy. Advance Base Sectional Dock-6 (Auxiliary Floating Dock Big-6) a été construit en sections en 1942 et 1943 par la Mare Island Naval Shipyard à Vallejo, en Californie, pendant la Seconde Guerre mondiale : chaque section pesait 3 850 tonnes et mesurait 23,35 m de long avec capacité de levage de 10 000 tonnes. Avec les neuf sections jointes, il mesurait 257 m de long, 8,50 m de profondeur (de la quille au pont du puits) et avec une largeur intérieure libre de 45 m. ABSD-6 avait une grue mobile d'une capacité de 15 tonnes avec un rayon de 25,90 m et deux barges de soutien ou plus. Les deux parois latérales étaient rabattues pendant le remorquage pour réduire la résistance au vent et abaisser le centre de gravité. ABSD-6 avait six cabestans pour la traction. Il y avait également quatre compartiments de ballast dans chaque section,.

## Seconde Guerre mondiale
Le dock flottant ABSD-6 est mis en service le 28 septembre 1944 sur le théâtre du Pacifique de la Seconde Guerre mondiale. Il a été remorqué par sections jusqu'à la base navale de Guam, au Apra Harbor, dans les îles Mariannes. Après l'assemblage, il a été mis en service pour réparer les navires à Guam avec l'USS ABSD-3.
Sur une île du port de Guam, l'US Navy a construit un casernement pour les équipages des ABSD-6 et ABSD-3, où se trouvaient des fournitures, une salle de cinéma, une salle à manger, des clubs d'officiers, une salle de cinéma et un club enrôlé. La base a été construite principalement avec des cabanes Quonset.

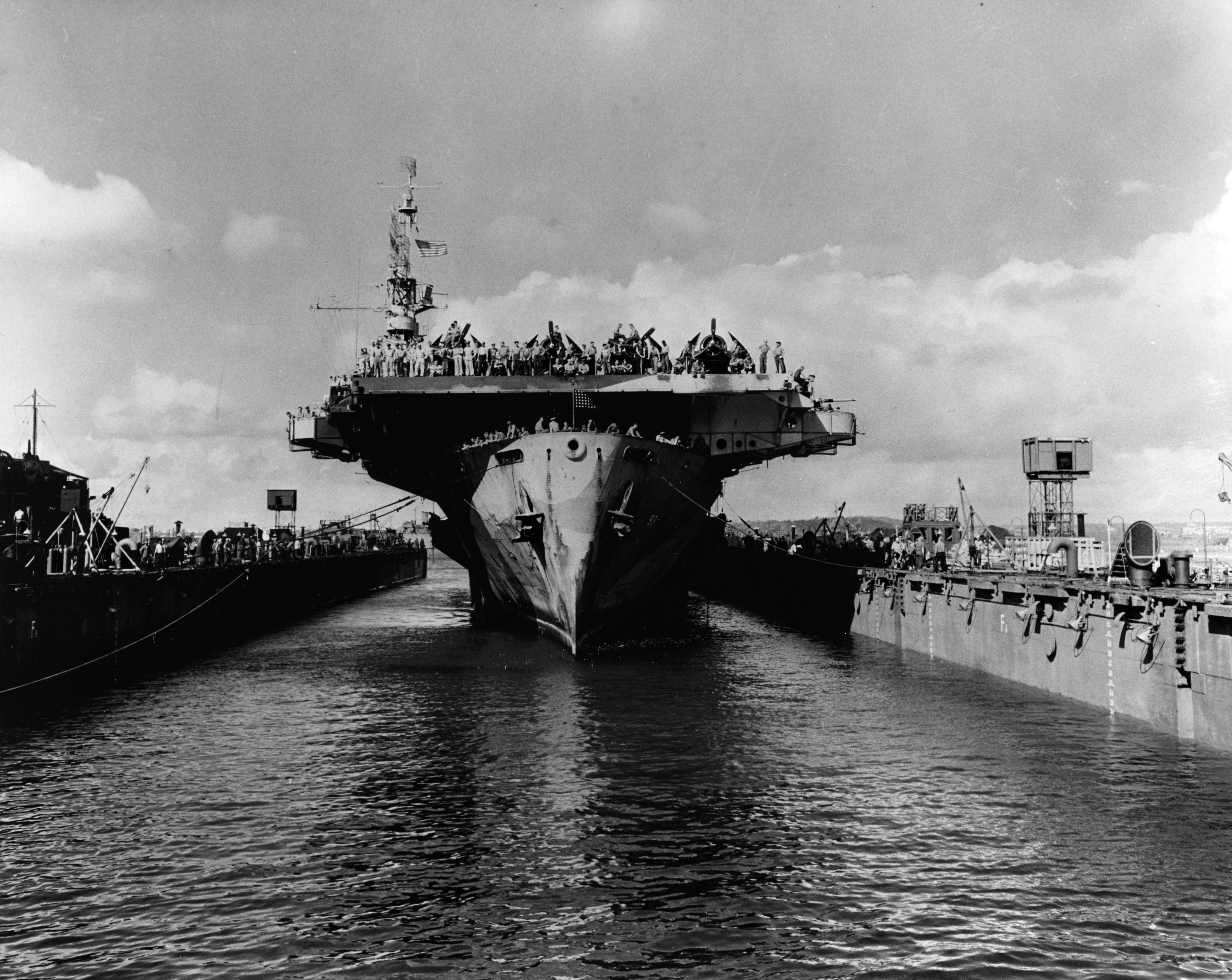
USS Makin Island halfway dans l' USS ABSD-6, à Guam, 8 juin 1945

Les réparations les plus importantes à Guam ont été celles du cuirassé USS South Dakota (BB-57) en mai 1945. Le South Dakota avait besoin de réparations en cale sèche après une explosion accidentelle le 6 mai 1945 alors qu'il se réarmait depuis le ravitailleur en munition USS Wrangell (en). Le South Dakota était à Guam sur l' ABSD-6 du 11 au 29 mai 1945. En raison de son tirant d'eau de 11,10 m à pleine charge, le cuirassé a dû décharger une grande partie de ses munitions et de son mazout avant d'entrer dans l' ABSD-6. Le porte-avions d'escorte USS Makin Island (CVE-93) (en) y a également été réparé et peint.
Capable de soulever 90 000 tonnes, ABSD-6 pouvait soulever de grands navires tels que des porte-avions, des cuirassés, des croiseurs et de grands navires auxiliaires, hors de l'eau pour réparation sous la ligne de flottaison, et en même temps pour réparer plusieurs petits navires sur ses flancs. Les navires utilisés en permanence pendant la guerre doivent être réparés à la fois contre l'usure et contre les dommages de guerre causés par les mines navales et les torpilles. Les gouvernails et les hélices sont mieux entretenus sur les cales sèches. Sans ABSD-3 et ses navires jumeaux, dans des endroits éloignés, des mois pourraient être perdus pour un navire retournant à un port d'attache pour réparation. ABSD-6 avait des centrales électriques, des pompes de ballast, des ateliers de réparation et des ateliers d'usinage, et pouvait être autonome. ABSD-6 disposait de deux grues mobiles sur rail capables de soulever des tonnes de matériaux et de pièces, pour retirer les pièces endommagées et installer de nouvelles pièces.

### Quelques navires réparés
- Le porte-avions d'escorte USS Steamer Bay (CVE-87) en mai 1945,
- Le croiseur léger USS Duluth (CL-87) (en) en juin 1945,
- Le destroyer d'escorte de classe Buckley USS Spangler (DE-696) (en) en juillet 1945,
- Le destroyer d'escorte de classe Cannon USS Tills en août 1945,
- Le ravitailleur de sous-marins USS Holland (AS-3) en août 1945,

## Après la guerre
Après la guerre, ABSD-6 a été retiré du service de l'US Navy le 29 juin 1946. il a été affecté dans la United States Navy reserve fleets et rebaptisé AFDB-6. Il a été vendu à la ferraille le 1er janvier 1976 par la DLA Disposition Services (en).

## Décoration
- American Campaign Medal
- Asiatic-Pacific Campaign Medal
- World War II Victory Medal

## Galerie

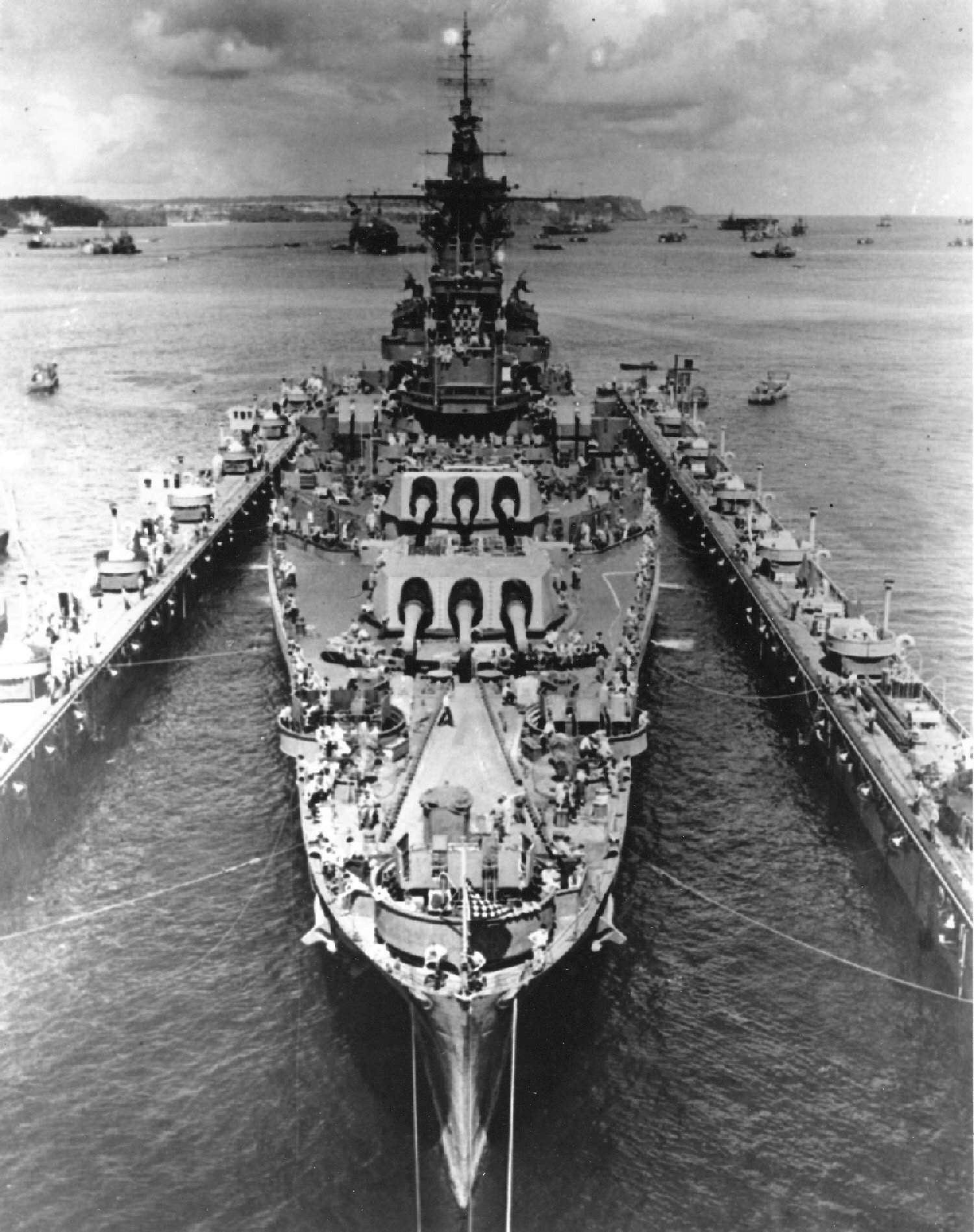
USS South Dakota à Guam en 1945
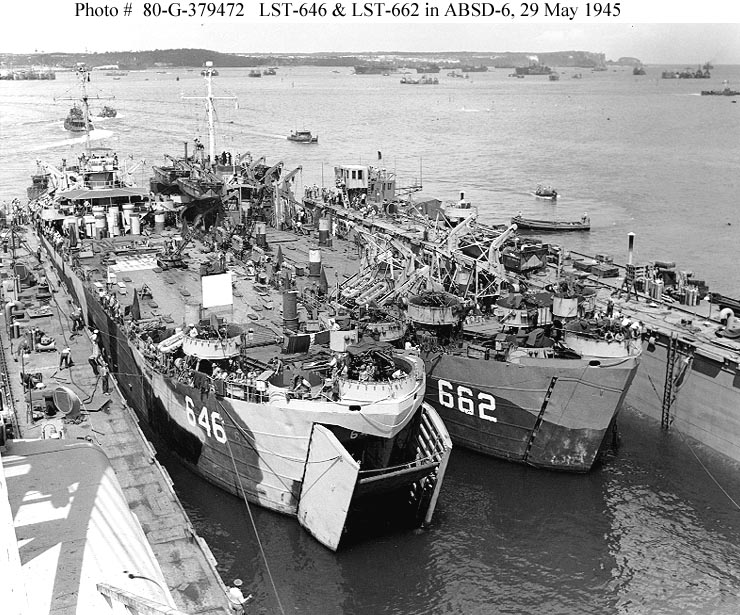
Plusieurs LST dans l'USS ABSD-6 (29 mai 1945)

### Liens connexes
- Liste des navires auxiliaires de l'United States Navy
- Base navale de Guam
- Théâtre du Pacifique de la Seconde Guerre mondiale